# Club Baloncesto Avenida
Il Club Baloncesto Avenida è una società femminile di pallacanestro di Salamanca, fondata nel 1988.

## Cronistoria
Fonte
| Cronistoria del C. B. Avenida. |
| --- |
| - 1988 · fondazione del C. B. Avenida. - 1995-96 · 2ª in 1ª división nacional, promossa in Liga Femenina de Baloncesto. - 1996-97 · 5ª in Liga Femenina de Baloncesto. - 1997-98 · 6ª in Liga Femenina de Baloncesto. - 1998-99 · 2ª in Liga Femenina de Baloncesto. - 1999-00 · 5ª in Liga Femenina de Baloncesto. - 2000-01 · 6ª in Liga Femenina de Baloncesto. - 2001-02 · 7ª in Liga Femenina de Baloncesto. - 2002-03 · 6ª in Liga Femenina de Baloncesto. - 2003-04 · 6ª in Liga Femenina de Baloncesto. - 2004-05 · 3ª in Liga Femenina de Baloncesto, Vincitrice della Coppa della Regina (1º titolo). - 2005-06 · 1ª in Liga Femenina de Baloncesto, campione di Spagna (1º titolo), Vincitrice della Coppa della Regina (2º titolo). - 2006-07 · 2ª in Liga Femenina de Baloncesto. - 2007-08 · 2ª in Liga Femenina de Baloncesto. - 2008-09 · 2ª in Liga Femenina de Baloncesto. - 2009-10 · 2ª in Liga Femenina de Baloncesto. - 2010-11 · 1ª in Liga Femenina de Baloncesto, campione di Spagna (2º titolo); Vincitrice della Supercoppa di Spagna (9º titolo) Vincitrice della EuroLeague Women (1º titolo); Vincitrice della SuperCup Women (1º titolo). - 2011-12 · 2ª in Liga Femenina de Baloncesto, Vincitrice della Supercoppa di Spagna (2º titolo) Vincitrice della Coppa della Regina (3º titolo). - 2012-13 · 1ª in Liga Femenina de Baloncesto, campione di Spagna (3º titolo), Vincitrice della Supercoppa di Spagna (3º titolo) - 2013-14 · 2ª in Liga Femenina de Baloncesto, Vincitrice della Supercoppa di Spagna (4º titolo) Vincitrice della Coppa della Regina (4º titolo). - 2014-15 · 2ª in Liga Femenina de Baloncesto, Vincitrice della Supercoppa di Spagna (5º titolo) Vincitrice della Coppa della Regina (5º titolo). - 2015-16 · 1ª in Liga Femenina de Baloncesto, campione di Spagna (4º titolo). - 2016-17 · 1ª in Liga Femenina de Baloncesto, campione di Spagna (5º titolo), Vincitrice della Supercoppa di Spagna (6º titolo) Vincitrice della Coppa della Regina (6º titolo). - 2017-18 · 1ª in Liga Femenina de Baloncesto, campione di Spagna (6º titolo), Vincitrice della Supercoppa di Spagna (7º titolo) Vincitrice della Coppa della Regina (7º titolo). - 2018-19 · 2ª in Liga Femenina de Baloncesto, Vincitrice della Supercoppa di Spagna (8º titolo) Vincitrice della Coppa della Regina (8º titolo). - 2019-20 · 1ª in Liga Femenina de Baloncesto. Vincitrice della Coppa della Regina (9º titolo). - 2020-21 · Perfumerías, 1ª in Liga Femenina de Baloncesto, vince i play-off, campione di Spagna (7º titolo) Vincitrice della Supercoppa di Spagna (9º titolo) Finale di Eurolega. - 2021-22 · Perfumerías, 1ª in Liga Femenina de Baloncesto, vince i play-off, campione di Spagna (8º titolo) Vincitrice della Coppa della Regina (10º titolo). |

## Palmarès
- Campionato spagnolo: 8

2006, 2011, 2013, 2016, 2017, 2018, 2021, 2022
- Coppa della Regina: 10

2005, 2006, 2012, 2014, 2015, 2017, 2018, 2019, 2020, 2022
- Supercopa de España: 9

2010, 2011, 2012, 2013, 2014, 2016, 2017, 2018, 2020
- Eurolega: 1

2011
- SuperCup Women: 1

2011

## Roster 2020-2021
Aggiornato al 24 settembre 2020.
| Perfumerías Avenida | Perfumerías Avenida |
| Giocatrici          | Staff tecnico       |
| ------------------- | ------------------- |

| 4  | Spagna (bandiera)                               | G  | Leonor Rodríguez    | 1991 | 180 cm |  |  |
| 5  | Spagna (bandiera)                               | PG | Maite Cazorla       | 1997 | 178 cm |  |  |
| 6  | Spagna (bandiera)                               | C  | Silvia Domínguez    | 1987 | 167 cm |  |  |
| 10 | Slovenia (bandiera)                             | AC | Marica Gajić        | 1995 | 190 cm |  |  |
| 12 | Stati Uniti (bandiera)                          | A  | Tiffany Hayes       | 1989 | 178 cm |  |  |
| 13 | Spagna (bandiera)                               | AP | Andrea Vilaró       | 1993 | 185 cm |  |  |
| 15 | Spagna (bandiera)                               | AP | Umo Diallo Dieng    | 1998 | 193 cm |  |  |
| 21 | Paesi Bassi (bandiera)                          | C  | Emese Hof           | 1996 | 190 cm |  |  |
| 22 | Bosnia ed Erzegovina (bandiera)                 | C  | Nikolina Milić      | 1994 | 191 cm |  |  |
| 33 | Stati Uniti (bandiera)                          | C  | Katie Lou Samuelson | 1997 | 190 cm |  |  |
| 44 | Stati Uniti (bandiera) · Regno Unito (bandiera) | C  | Karlie Samuelson    | 1995 | 183 cm |  |  |

| Allenatore                           |
| - Roberto Íñiguez                    |
| Assistente/i                         |
| - Raquel Romo Legenda - (C) Capitano |

### Staff tecnico
- Allenatore: Roberto Íñiguez
- Assistente: Raquel Romo
- Preparatore atletico: Mavi Sanchez
- Fisioterapista: Ester García
- Medico: Carlos Moreno